# Predisposição genética
Predisposição genética é uma característica genética que influencia o possível desenvolvimento fenótipo de um organismo individual dentro de uma espécie ou população sob a influência de condições ambientais. Em medicina, a suscetibilidade genética em relação a uma doença refere-se à predisposição genética de uma pessoa para vir a sofrer determinado problema de saúde, a qual pode eventualmente ser espoletada por fatores ambientais específicos, como o tabagismo ou a dieta.